# Волков, Анатолий Александрович
Анато́лий Алекса́ндрович Во́лков (род. 23 декабря 1952, Москва) — советский боксёр, представитель полулёгкой весовой категории. Выступал за сборную Советского Союза по боксу на всём протяжении 1970-х годов, бронзовый и дважды серебряный призёр чемпионатов СССР, участник летних Олимпийских игр в Монреале, победитель ряда крупных турниров международного и всесоюзного значения, мастер спорта СССР международного класса. Также известен как тренер по боксу, личный тренер чемпионки мира среди профессионалов Натальи Рагозиной. Заслуженный тренер России (2003).

## Биография
Анатолий Волков родился 23 декабря 1952 года в Москве. Проходил подготовку под руководством тренера Анатолия Ивановича Ершова.
Впервые заявил о себе в 1972 году, выиграв в полулёгком весе международный турнир в Москве. Год спустя принял участие в зачёте чемпионата СССР в Вильнюсе, где сумел дойти до стадии полуфиналов и завоевал тем самым награду бронзового достоинства. В 1974 году стал лучшим на международном турнире «Золотые перчатки» в Белграде, выиграв в финале у титулованного югославского боксёра Аце Русевского. В 1975 году добавил в послужной список золотую медаль, полученную на международном турнире в Ленинграде. В матчевых встречах со сборной США в Лас-Вегасе и Нью-Йорке дважды боксировал с выдающимся американским боксёром Говардом Дэвисом, но оба раза уступил ему.
В 1976 году на чемпионате СССР в Свердловске Волков взял серебро — в полуфинале полулёгкого веса обошёл Вячеслава Коликова из Саранска, но в решающем финальном поединке потерпел поражение от пермяка Геннадия Сакулина. Благодаря череде удачных выступлений удостоился права защищать честь страны на летних Олимпийских играх в Монреале — здесь тем не менее выступил неудачно: уже на предварительном этапе со счётом 5:0 был остановлен американцем Дейви Армстронгом (при том, что ранее в рамках матчевой встречи СССР — США Волков уже встречался с Армстронгом и победил его досрочно во втором раунде).
На чемпионате СССР 1977 года во Фрунзе Анатолий Волков вновь стал серебряным призёром в полулёгком весе, на сей раз в финале его победил Виктор Рыбаков. Также в этом сезоне выиграл международный турнир «Ринг Софии» в Болгарии и международный турнир свободного Белграда в Югославии.
За выдающиеся спортивные достижения ему было присвоено звание «Мастер спорта СССР международного класса».
После завершения спортивной карьеры перешёл на тренерскую работу. В течение многих лет занимался подготовкой начинающих боксёров в Детско-юношеской спортивной школе «Крылья Советов». За достижения на тренерском поприще в 2003 году был удостоен почётного звания «Заслуженный тренер России».
С 2004 года тренировал Наталью Рагозину, абсолютную чемпионку мира среди профессионалов.